# توربویک، شهرستان روا
توربویک، شهرستان روا (به لاتین: Turobowice, Rawa County) یک منطقهٔ مسکونی در لهستان است که در Gmina Sadkowice واقع شده‌است.